# Indocyclopina langi
Indocyclopina langi – wątpliwy gatunek widłonoga z rodziny Cyclopinidae; jedyny przedstawiciel rodzaju Indocyclopina. Opisał go w 1957 roku indyjski zoolog S. Krishnaswamy, nadając mu nazwę Neocyclopina langi. W bazie World Register of Marine Species takson ten ma status nomen nudum.